# 欧拉定理 (数论)
在数论中，欧拉定理（也称费马-欧拉定理或欧拉{\displaystyle {\varphi }}函数定理）是一个关于同余的性质。欧拉定理表明，若{\displaystyle n,a}为正整数，且{\displaystyle n,a}（即{\displaystyle \gcd(a,n)=1}），则
即{\displaystyle a^{\varphi (n)}}与1在模n下同余；φ(n)为欧拉函数。欧拉定理得名于瑞士数学家莱昂哈德·欧拉。
欧拉定理实际上是费马小定理的推广。

## 例子
首先看一个基本的例子。令{\displaystyle a=3}，{\displaystyle n=5}，此两数為互質正整數。小於等於5的正整数中与5互質的数有4個（1、2、3和4），所以{\displaystyle \varphi (5)=4}（详情见欧拉函数）。计算：{\displaystyle a^{\varphi (n)}=3^{4}=81\equiv 1{\pmod {5}}}，与定理结果相符。
使用本定理可大程度地简化幂的模运算。比如计算{\displaystyle 7^{222}}的个位数時，可將此命題視為求{\displaystyle 7^{222}}被10除的余数：因7和10互質，且{\displaystyle \varphi (10)=4}，故由欧拉定理可知{\displaystyle 7^{4}\equiv 1{\pmod {10}}}。所以{\displaystyle 7^{222}=7^{4\cdot 55+2}=(7^{4})^{55}\cdot 7^{2}\equiv 1^{55}\cdot 7^{2}\equiv 49\equiv 9{\pmod {10}}}。
一般在简化幂的模运算的时候，当{\displaystyle a}和{\displaystyle n}互質時，可对{\displaystyle a}的指数取模{\displaystyle \varphi (n)}：
{\displaystyle a^{x}\equiv a^{y}{\pmod {n}}}，其中{\displaystyle x\equiv y{\pmod {\varphi (n)}}}。

## 证明
一般的证明中会用到“所有与{\displaystyle n}互質的同余类构成一个群”的性质，也就是说，设{\displaystyle \left\{{\overline {a_{1}}},{\overline {a_{2}}},\cdots ,{\overline {a_{\varphi (n)}}}\right\}}是比{\displaystyle n} 小的正整数中所有与{\displaystyle n} 互素的数对应的同余类组成的集合（这个集合也称为模n 的简化剩余系）。这些同余类构成一个群，称为整数模n乘法群。因为此群阶为{\displaystyle \varphi (n)}，所以{\displaystyle a^{\varphi (n)}\equiv 1{\pmod {n}}}。
当{\displaystyle n}是素数的时候，{\displaystyle \varphi (n)=n-1}，所以欧拉定理变为：
{\displaystyle a^{n-1}\equiv 1{\pmod {n}}}或
{\displaystyle a^{n}\equiv a{\pmod {n}}}
这就是费马小定理。

## 参看
- 初等数论
- 欧拉定理
- 欧拉函数
- 同余
- 群论
- RSA加密算法